# Умершие в октябре 2014 года
Это список известных людей, соответствующих установленным критериям значимости (см. Википедия:Критерии значимости персоналий), умерших в октябре 2014 года.
Причина смерти указывается лишь в исключительных случаях (убийство, самоубийство, гибель в результате военных действий, смертная казнь, ДТП или несчастные случаи). В остальных случаях — не указывается.

## 31 октября
- Абшир, Дэвид (88) — американский дипломат, постоянный представитель США в НАТО (1983—1987)[1].
- Гинецинский, Владислав Ильич (73) — советский и российский психолог и педагог, профессор кафедры психологии и педагогики личностного и профессионального развития Санкт-Петербургского государственного университета, почётный работник высшего профессионального образования Российской Федерации (1999)[2].
- Джигули, Ахмет (56) — турецкий певец[3].
- Ларетей, Кяби (92) — эстонская пианистка и писательница, бывшая жена режиссёра Ингмара Бергмана[4].
- Мотосима, Хитоси (92) — японский политик, мэр Нагасаки (1979—1995)[5].
- Партридж, Пэт (81) — британский футбольный судья, входивший в список ФИФА[6].
- Скороходов, Владимир Николаевич (63) — российский инженер-металлург и хозяйственный деятель, заместитель председателя совета директоров Новолипецкого металлургического комбината (с 2003 года), лауреат Государственной премии СССР в области техники (1982)[7].
- Селлани, Ренато (88) — итальянский джазовый пианист и композитор[8].
- Софрон (Мудрый) (90) — украинский религиозный деятель, епископ Ивано-Франковской епархии УГКЦ (1997—2005)[9].
- Фрейзер, Иэн[англ.] (81) — американский композитор и дирижёр, одиннадцатикратный лауреат премии «Эмми», номинант на премию «Оскар» (1971), самый заслуженный композитор и дирижёр в истории американского телевидения[10].

## 30 октября
- Алиев, Джаннат Салман оглы (60) — первый официальный азербайджанский миллионер, общественный и политический деятель[11].
- Вильпен, Ксавье де (88) — французский политик, сенатор (1986—2004), председатель сенатской комиссии по международным делам, обороне и вооружённым силам (1993—2002), отец Доминика де Вильпена[12].
- Исмаил, Мухаммед Шейх (?) — сомалийский военный деятель, руководитель полиции Сомали (2014)[13].
- Менино, Томас (71) — американский политик, мэр Бостона (1993—2014); рак[14].
- Нургалиев, Жомарт Мирасович (56) — казахстанский хозяйственный и государственный деятель, аким Костаная (2009—2012), аким Кокшетау (с 2014 года)[15].
- Рутберг, Илья Григорьевич (82) — советский и российский актёр театра и кино, педагог; заслуженный деятель искусств Российской Федерации (2002), отец актрисы Юлии Рутберг[16].
- Тёрнер, Кристофер (81) — британский дипломат и государственный деятель, губернатор островов Теркс и Кайкос (1982—1987) и Монтсеррата (1987—1990)[17].
- Тибар, Марко Оскарович (81) — советский государственный деятель, генерал-лейтенант милиции, министр внутренних дел Эстонской ССР (1979—1990)[18].
- Тэнасе, Константин Михайлович (65) — советский и молдавский филолог, журналист и писатель, общественный и политический деятель, депутат Верховного Совета ССР Молдова (1990—1993), лауреат Национальной премии (2012)[19].
- Флавьер, Хуан (79) — филиппинский государственный деятель, министр здравоохранения (1992—1995), временный президент Сената Филиппин (2002—2007)[20].
- Хирон Варгас, Артуро (76) — чилийский государственный деятель, министр здравоохранения Чили (1972—1973), личный врач президента Сальвадора Альенде[21].
- Черкасов, Иван Максимович (90) — участник Великой Отечественной войны, полный кавалер ордена Славы; участник Парада Победы 1945 года[22].
- Эшерсон, Рене (99) — английская актриса театра, кино и телевидения[23].

## 29 октября
- Ингессон, Клас (46) — шведский футболист, полузащитник[24].
- Лукиных, Людмила Михайловна (60) — советский и российский врач-стоматолог, профессор, заведующая кафедрой терапевтической стоматологии (c 1991 года) и главный врач стоматологической поликлиники (с 1999 года) Нижегородской государственной медицинской академии, заслуженный врач Российской Федерации (2010)[25].
- Минеев, Алексей Петрович (89) — бывший главный агроном и председатель колхоза им. Ленина Калганского района Читинской области, депутат Верховного Совета СССР пятого созыва[26].
- Рахимов, Вахоб Рахимович (79) — советский и узбекский учёный-геолог, академик Академии наук Республики Узбекистан[27].
- Ровнин, Лев Иванович (85) — советский геолог и государственный деятель, министр геологии РСФСР (1970—1987), Герой Социалистического Труда (1968)[28].
- Хаслер, Райнер (56) — лихтенштейнский футболист, получивший звание лучшего футболиста Лихтенштейна всех времён (2003) (о смерти объявлено в этот день)[29].
- Хатомкин, Михаил Семёнович (64) — российский хозяйственный деятель, генеральный директор авиакомпании «Ижавиа» (1999—2011)[30].
- Хиллс, Родерик (83) — американский юрист и бизнесмен, председатель Комиссии по ценным бумагам и биржам (1975—1977)[31].

## 28 октября
- Афонин, Серафим Захарович (79) — советский и российский металлург, государственный деятель; председатель Комитета РФ по металлургии (1993—1996), заместитель министра промышленности РФ (1996—1998)[32].
- Бубликов, Алексей Васильевич (89) — советский военный, участник Великой Отечественной войны, награждённый пятью медалями «За отвагу»[33].
- Вайнцирль, Эрика (89) — австрийский историк[34].
- Гранаускас, Ромуальдас (75) — советский и литовский писатель[35].
- Киннелл, Голуэй (87) — американский поэт, лауреат Пулитцеровской премии (1983)[36].
- Крылов, Дмитрий Анатольевич (50) — российский автогонщик, неоднократный чемпион России по авторалли[37].
- Маккей, Росс (98) — канадский географ, иностранный член Российской академии естественных наук[38].
- Пакссон, Джим (старший) (81) — американский баскетболист[39].
- Сата, Майкл (77) — президент Замбии (с 2011 года)[40].
- Швецова, Людмила Ивановна (65) — советский и российский государственный и политический деятель, заместитель председателя Государственной думы Российской Федерации VI созыва от партии «Единая Россия» (с 2011 года)[41].
- Шультен-Баумер, Уве (88) — немецкий тренер по выездке, тренер пятикратной олимпийской чемпионки Изабель Верт Скончался доктор Уве... - equestrian.ru.

## 27 октября
- Аксёнов, Владимир Иванович (86) — советский и российский организатор оборонной промышленности, генеральный директор научно-исследовательского проектно-технологического института «Микрон» (1991—2005)[42].
- Аралбаева, Амина Кашфиевна (86) — советская актриса, театровед и переводчица, заведующая литературной частью Башкирского академического театра драмы им. Мажита Гафури (1956—1982)[43].
- Буланже, Даниэль (92) — французский писатель, поэт, драматург, сценарист и актёр[44].
- Карагодин, Иван Алексеевич (74) — советский и российский хозяйственный деятель, бывший управляющий трестом «Ставропольхимстрой», генеральный директор ОАО «Невинномысскстрой», заслуженный строитель Российской Федерации (1994)[45].
- Кенни, Боб (83) — американский баскетболист, чемпион летних Олимпийских игр в Хельсинки (1952)[46].
- Малышев, Иван Ермолаевич (93) — участник Великой Отечественной войны, Герой Советского Союза (1944)[47].
- Мвелазе, Пиндиле (31)[значимость?] — южноафриканская боксёр-профессионал; последствия спортивной травмы[48].
- Монро, Иэн (87) — новозеландский военно-морской офицер и гидрограф, офицер Ордена Британской империи[49].
- Мусаев, Жура Азимбаевич (85) — советский и узбекский биолог, академик Академии наук Республики Узбекистан[50].
- Поспелов, Глеб Геннадьевич (84) — советский и российский искусствовед, историк искусства[51].
- Сарапас, Леопольд Феликсович (87) — советский и российский журналист, главный редактор «Амурской правды» (1971—1990), заслуженный работник культуры РСФСР[52].
- Тейлор, Старк (92) — американский политик, мэр Далласа (1983—1987)[53].
- Шёльд, Лейф (79) — шведский футболист и хоккеист, чемпион Швеции по футболу в составе «Юргорден» (1964), лучший бомбардир чемпионата (1962)[54].

## 26 октября
- Алибеков, Джамиль Адил оглы (86) — советский и азербайджанский писатель[55].
- Бертен, Франсуаз (89) — французская актриса («Правда о Чарли», «Просто вместе»)[56][57].
- Гримальди, Артуро (63) — аргентинский теннисист и спортивный функционер, президент федерации тенниса Аргентины (с 2009 года); рак[58].
- Иванова, Антонина Петровна (68) — советская и российская актриса, артистка «Театра на Спасской» (Киров)[59].
- Китаев, Вячеслав Владимирович (79)[значимость?] — российский путешественник, спортсмен и художник[60].
- Мейива, Сензо (27) — южноафриканский футболист, вратарь и капитан сборной ЮАР по футболу; убийство[61].
- Парчанов, Никола (84) — болгарский футболист, вратарь, участник чемпионата мира (1962)[62].
- Никулина, Татьяна Николаевна (84) — советская актриса и артистка цирка, вдова Юрия Никулина[63].

## 25 октября
- Брюс, Джек (71) — шотландский музыкант, мультиинструменталист, композитор, певец; участник группы Cream, один из лучших бас-гитаристов всех времён согласно опросу журнала Rolling Stone (2011)[64].
- Джаббари, Рейхан (26) — иранская женщина, казнённая по приговору суда за совершённое убийство[65].
- Исигами, Пётр Батист Тадамаро (93) — японский прелат, член монашеского ордена капуцинов, епископ Нахи (1972—1997)[66].
- Каптаренко, Александр Александрович (102) — советский инженер-конструктор, писатель, судья всесоюзной категории по настольному теннису, старейший в истории Олимпийских игр участник эстафеты Олимпийского огня (2013)[67].
- Киндурис, Бронюс (70) — советский и литовский актёр, музыкант и певец[68].
- Кодзасов, Сандро Васильевич (76) — советский и российский лингвист, специалист по фонетике, старший научный сотрудник Института русского языка РАН[69].
- Моралес Тронкосо, Карлос (74) — доминиканский политик, вице-президент (1986—1994), министр иностранных дел (1994—1996, 2004—2014)[70].
- Рудских, Александр Григорьевич (80) — советский и белорусский тренер и спортивный деятель, глава белорусской федерации лёгкой атлетики, главный тренер сборной Беларуси, заслуженный тренер СССР и Республики Беларусь[71].
- Стрэссмен, Марша (66) — американская актриса; рак груди[72].
- Тимченко, Сергей Дмитриевич (61) — украинский политик[73]
- Шадхан, Игорь Абрамович (74) — советский и российский режиссёр, сценарист, заслуженный деятель искусств Российской Федерации (2010)[74].

## 24 октября
- Андерсон, Ким (71) — шведская актриса[75].
- Бротон, Джексел (89) — американский кадровый офицер и лётчик ВВС США, кавалер Креста Военно-воздушных сил[76].
- Драго, Роберто (91) — перуанский футболист[77].
- Зайцев, Владимир Ильич (73) — советский и российский актёр и режиссёр, создатель и художественный руководитель народного театра юного зрителя Смоленска, заслуженный работник культуры Российской Федерации (1999)[78].
- Згурский, Валентин Арсентьевич (87) — советский государственный деятель, председатель Киевского горисполкома (1979—1989), Герой Социалистического Труда (1981)[79].
- Каменский, Алексей Васильевич (87) — советский и российский живописец и график-нонконформист[80].
- Мулаудзи, Мбулаени (34) — южноафриканский легкоатлет, специализировался в беге на 800 метров, чемпион мира (2009), серебряный призёр летних Олимпийских игр в Афинах (2004), автомобильная авария[81].
- Тюльков, Борис Васильевич (78) — советский и российский писатель и журналист, государственный деятель, полномочный представитель Президента Российской Федерации в Омской области (1994—1996)[82].

## 23 октября
- Азам, Гулам (91) — бангладешский политический деятель, лидер Джамаат-и-Ислами Бангладеш (1960—2000)[83].
- Денма Лочо Ринпоче (86) — старейший тибетский лама[84].
- Лен, Тьерри (49) — французский миллионер; самоубийство[85].
- Манкевич, Фрэнк (90) — американский журналист, президент National Public Radio (1977—1983)[86].
- Михайловская, Инга Борисовна (83) — советский и российский правовед, заведующая сектором проблем правосудия Института государства и права РАН, доктор юридических наук, профессор, заслуженный юрист РСФСР (1992)[87].
- Пахомов, Юрий Николаевич (86) — советский и украинский экономист, академик Национальной академии наук Украины, директор Института мировой экономики и международных отношений (ИМЭМО) НАНУ (1992—2013)[88].
- Пинилья, Рамиро (91) — испанский писатель[89].
- Питерс, Андре (83) — бельгийский футболист, чемпион Бельгии в составе «Стандарда» Льеж (1958, 1961), игрок национальной сборной (1955—1961)[90].
- Редже, Туллио (83) — итальянский физик, математик и политик, автор теории Редже, лауреат премии имени И. Я. Померанчука (2001), депутат Европейского парламента (1989—1994)[91].
- Семенюк, Виктор Фёдорович (73) — советский и российский режиссёр-документалист[92].
- Фальцоне, Кристофер (29) — американский пианист, лауреат IV Международного конкурса пинистов памяти Эмиля Гилельса в Одессе (2009) и международного конкурса пианистов в Орлеане (2010)[93].
- Фроштега-Кмечик, Бригида[пол.] (33) — польская журналистка и публицист, сценарист и режиссёр документального кино[94].
- Элвин Стардаст (72) — британский поп-музыкант, первую известность получивший в 1961—1962 годах под псевдонимом Шейн Фентон[95].

## 22 октября
- Агарвал, Ашок Кумар (72) — индийский оператор и режиссёр, лауреат Национальной кинопремии за лучшую операторскую работу (1980)[96].
- Кронк, Леонхард Антонович (82) — советский и эстонский передовик ткацкого производства, помощник мастера комбината «Кренгольмская мануфактура», Герой Социалистического Труда (1960)[97].
- Сафин, Ринат Ибрагимович (74) — советский спортсмен-биатлонист, чемпион Олимпийских игр в Саппоро (1972), 4-кратный чемпион мира, заслуженный мастер спорта СССР (1969) (о смерти объявлено в этот день)[98].
- Татенко, Владимир Пантелеевич (85) — советский и казахстанский режиссёр-кинодокументалист[99].
- Фрэнсис, Джордж (80) — английский футболист[100].
- Чертков, Анатолий Георгиевич (78) — советский футболист, капитан команды СКА (Ростов-на-Дону), защитник-полузащитник[101].

## 21 октября
- Ашурлы, Мурад Заур оглы (42) — азербайджанский альпинист[102].
- Баррет, Джим (83) — британский футболист, выступавший за клубы «Вест Хэм Юнайтед» и «Ноттингем Форест»[103].
- Брэдли, Бен (93) — американский журналист, главный редактор газеты The Washington Post (1968—1991)[104].
- Волин, Оскар Георгиевич (83) — советский сценарист, актёр («Срочно… Секретно… Губчека»)[105].
- Коган, Шулим Меерович (84) — советский и американский физик[106].
- Махдави Кани, Мохаммад-Реза (83) — иранский государственный деятель, и. о. премьер-министра Ирана (1981), министр внутренних дел (1980—1981)[107].
- Стивенс,Тайсон (29) — американский музыкант, один из основателей и вокалист группы Scary Kids Scaring Kids[108].
- Уитлэм, Гоф (98) — австралийский государственный деятель, премьер-министр Австралии (1972—1975)[109].
- Хант, Нельсон Банкер (88) — американский нефтяной магнат, мультимиллиардер[110].
- Шмид, Рудольф (63) — австрийский саночник, бронзовый призёр зимних Олимпийских игр в Инсбруке (1976); автомобильная авария[111].

## 20 октября
- Бонк, Герд (63) — восточногерманский тяжелоатлет, двукратный призёр летних Олимпийских игр в в Мюнхене (1972) и в Монреале (1976), многократный чемпион мира[112].
- Борисов, Виктор Алексеевич (61) — советский и российский актёр театра и кино, артист Театра на Юго-Западе; заслуженный артист России (1997)[113].
- Бурри, Рене (81) — швейцарский фотограф[114].
- Гречкина, Эльза Робертовна (82) — советский и эстонский государственный деятель, министр образования Эстонской ССР (1980—1988)[115].
- Даланд, Питер (93) — американский тренер по плаванию, тренер женской олимпийской сборной США (1964), мужской олимпийской сборной США (1972)[116].
- Карати, Лилли (58) — итальянская актриса[117].
- Карсон, Кит (73) — американский актёр, сценарист и продюсер[118].
- Коган, Виктор Александрович (78) — советский и российский ученый, доктор химических наук, профессор; заведующий кафедрой физической и коллоидной химии Южного федерального университета, лауреат Государственной премии СССР (1989)[119].
- Маржери, Кристоф де (63) — французский бизнесмен, председатель Совета директоров и главный исполнительный директор энергетического концерна Total; авиакатастрофа[120].
- Рента, Оскар де ла (82) — американский модельер и дизайнер доминиканского происхождения; рак[121].
- Рудинский, Игорь Феликсович (60) — российский предприниматель, основатель и совладелец фармацевтического дистрибьютора «Сиа Интернейшнл ЛТД»[122].
- Исмаил Хуссейн (82) — малайзийский литературовед, эссеист, критик[123].

## 19 октября
- Абасов, Магомед Абасович (Абасил Магомед) (81) — советский и российский поэт, народный поэт Республики Дагестан (1995)[124].
- Азарченков, Пётр Михайлович (42) — тренер сборной Украины по фехтованию, вице-президент Федерации фехтования Украины[125].
- Алиева, Вера Нурматовна (73) — первая женщина-архитектор Кыргызстана[126].
- Арндт, Хорст (80) — западногерманский гребец, серебряный призёр летних Олимпийских игр в Мельбурне (1956)[127].
- Беллингем, Линда (66) — британская актриса («Романовы. Венценосная семья»)[128].
- Гиль, Януш (63) — польский астроном и астрофизик[129].
- Казарес, Глория (42) — американская правозащитница и общественный деятель; рак[130].
- Паркс, Джерард (90) — канадский актёр[131].
- Паулюс, Стивен (65) — американский композитор, автор опер и хоровой музыки[132].
- Равенскрофт, Рафаэль (60) — американский саксофонист и композитор[133].
- Резкова, Милослава (64) — чешская прыгунья в высоту, чемпионка летних Олимпийских игр в Мехико (1968)[134].
- Холт, Джон (67) — ямайский певец и автор песен[135].
- Эскудеро, Алехандро[исп.] (58) — аргентинский актёр театра, кино и теленовелл[136].

## 18 октября
- Д'Анджело, Эдуардо[исп.] (75) — уругвайский актёр-комик[137].
- Доркеноо, Эфуа (65) — британская медсестра ганского происхождения, активист движения за права женщин, офицер Ордена Британской империи[138].
- Крафт, Пол[англ.] (76) — американский музыкант и автор песен (Brother Jukebox, Midnight Flyer)[139].
- Рискиев, Тухтапулат Турсунович (69) — советский и узбекский учёный-физик и дипломат, академик АН Узбекистана, Чрезвычайный и Полномочный Посол Узбекистана в Великобритании (2003—2007)[140].
- Смелянский, Александр Ильич (65) — российский бизнесмен, ресторатор[141].
- Шапиро, Сидни (98) — китайский писатель, переводчик, учёный, член Народного политического консультативного совета Китая[142].

## 17 октября
- Бизанц, Геро (78) — немецкий футбольный тренер, главный тренер женской сборной Германии по футболу (1982—1996)[143].
- Броден, Клод (80) — французский фехтовальщик, бронзовый призёр летних Олимпийских игр в Токио (1964) в командном первенстве на шпагах[144].
- Вадакария, Джемал Шалвович (77) — советский и украинский актёр театра и киноактёр-эпизодник («Встреча в конце зимы»), заслуженный артист Украины (2010)[145].
- Гривнак, Владимир (69) — чехословацкий футболист и тренер, участник чемпионата мира (1970)[146].
- Маринич, Михаил Афанасьевич (74) — советский и белорусский политик, председатель Минского городского исполнительного комитета (1990—1991), министр внешнеэкономических связей Республики Беларусь (1994—1998)[147].
- Накагава, Анна (49) — японская актриса («Годзилла против Кинга Гидоры»), лучшая актриса Иокогамского фестиваля (1990)[148].
- Оку, Дайсукэ (38) — японский футболист, игрок национальной сборной (1998—2004); автокатастрофа[149].
- Фокин, Виктор Иванович (74) — советский и российский строитель, поэт и прозаик, заслуженный строитель Российской Федерации (1996)[150].
- Эмото, Масару (71) — японский псевдоучёный, автор экспериментов, направленных на доказательство способности воды «воспринимать информацию» от окружающей среды[151].

## 16 октября
- Апхем, Мисти (32) — американская киноактриса («Джанго освобождённый») (тело найдено в этот день)[152].
- Брыкин, Владимир Николаевич (77) — советский и российский тяжелоатлет и тренер[153].
- Нехорошев, Леонид Николаевич (83) — советский и российский кинодраматург, сценарист («Конец Любавиных», «Матерь человеческая», «Баллада о доблестном рыцаре Айвенго», «Михайло Ломоносов») и редактор кино, профессор ВГИКа, заслуженный деятель искусств РСФСР (1982)[154].
- Пащенко, Иван Васильевич (92) — советский лётчик-штурмовик, полковник; участник Великой Отечественной войны, Герой Советского Союза (1945)[155].
- Спенсер-Черчилль, Джон, 11-й герцог Мальборо (88) — английский аристократ, герцог Мальборо (1972—2014)[156].
- Трайков, Боян Георгиев (82) — болгарский журналист, генеральный директор Болгарского радиовещания (1977—1981), Болгарского телеграфного агентства (1981—1990), член Центрального комитета Коммунистической партии Болгарии, сын председателя Народного собрания Болгарии Георгия Трайкова[157].
- Хараламбопулос, Иоаннис (95) — греческий государственный деятель, заместитель премьер-министра (1985—1988), министр иностранных дел (1981—1985), министр национальной обороны (1986—1989) Греции[158].
- Хаузер, Тим (72) — американский музыкант (The Manhattan Transfer)[159].
- Шесталов, Владимир Юванович (50) — советский и российский композитор, сын Ювана Шесталова[160].

## 15 октября
- Головнёв, Станислав Георгиевич (78) — советский и российский инженер-строитель, член-корреспондент Российской академии архитектуры и строительных наук (1994)[161].
- Дюбуа, Мари (77) — французская киноактриса, вдова киноактёра Сержа Руссо[162].
- Майлс, Грэм (73) — британский профессиональный игрок в снукер[163].
- Реале, Джованни (83) — итальянский философ, почётный доктор Московского государственного университета[164].
- Смеян, Сергей Константинович (89) — советский и украинский театральный деятель, актёр («Блокада», «По закону»), режиссёр и сценарист, профессор Академии театрального искусства им. Карпенко-Карого и Музыкальной академии им. Чайковского, народный артист Украинской ССР (1967)[165].
- Чир, Нестор Иванович (76) — советский и украинский поэт[166].

## 14 октября
- Аль-Хафаджи, Ахмед (?) — иракский политический деятель, депутат парламента Ирака; теракт[167].
- Гюреш, Доган (88) — турецкий военный деятель, начальник Генерального штаба (1990—1994)[168].
- Дынкин, Константин Васильевич (94) — советский и российский архитектор, заслуженный архитектор Российской Федерации[169].
- Орищенко, Николай Николаевич (89) — советский и российский военный и педагог, полковник; участник Великой Отечественной войны, Герой Советского Союза (1944)[170].
- Оуэнс, Исайя (38) — американский музыкант, клавишник группы The Mars Volta[171].
- Пенья, Элизабет (55) — американская киноактриса («За гранью возможного»)[172].
- Сабаев, Сулейман Базжеевич (83) — советский и российский осетинский поэт и литературовед, профессор Северо-Осетинского государственного университета им. К. Л. Хетагурова, заслуженный деятель науки Российской Федерации (2000)[173].
- Станев, Иван (69) — болгарский драматург, сценарист и кинорежиссёр[174].
- Трефилов, Владимир Аркадьевич (70) — советский и российский спортивный преподаватель и тренер, заслуженный тренер России по лёгкой атлетике, тренер Марины Карнаущенко[175].
- Хлебников, Геннадий Яковлевич (82) — советский и российский литературовед и литературный критик, профессор чувашской филологии и культуры[176].

## 13 октября
- Белл, Марк (43) — британский хаус-музыкант и музыкальный продюсер, сооснователь группы LFO[177].
- Брэдфилд, Джон (89) — британский биолог и предприниматель, основатель первого в Европе технопарка в Кэмбридже[178].
- Ингерслев, Джесс (67) — датский актёр[179].
- Казначеев, Влаиль Петрович (90) — советский и российский учёный в области медицины, биофизики, экологии, социологии, педагогики; доктор медицинских наук, академик РАН[180].
- Кафиеро, Антонио (92) — аргентинский политик, мэр провинции Буэнос-Айрес (1987—1991), премьер-министр (2001—2002)[181].
- Кетнер, Лэри (37) — американский баскетболист, выступавший за клубы НБА «Кливленд Кавальерс», «Индиана Пэйсерс» и «Чикаго Буллз»[182].
- Лейнатамм, Тармо (57) — эстонский дирижёр, политик и актёр[183].
- Номент, Элизабет (61) — американская актриса[184].
- Сегерстрём, Понтус (33) — шведский футболист, чемпион Норвегии по футболу (2008) в составе «Стабека»[185].
- Саренгат, Мохаммед (74) — индонезийский спринтер, чемпион Азии (1962)[186].
- Степанов, Юрий Борисович (67) — советский и российский промышленный и спортивный деятель, вице-президент и первый заместитель генерального директора «АвтоВАЗа», один из основателей и президент гандбольного клуба «Лада»[187].
- Уоррен, Дебора (55) — аргентинская актриса («История любви», «Влюблённые в танго»)[188].

## 12 октября
- Ганелин, Рафаил Шоломович (87) — советский и российский ученый-историк, член-корреспондент РАН[189].
- Лепешев, Иван Яковлевич (89) — советский и белорусский филолог, профессор, автор «Этимологического словаря фразеологизмов»[190].
- Петраччи, Энрике Сантьяго (78) — аргентинский юрист и судья, член Верховного суда Аргентины (с 1983 года)[191].
- Строганов, Василий Алексеевич (73)[значимость?] — митрофорный протоиерей, настоятель храма Вознесения Господня (малое) на Большой Никитской[192].
- Тельч, Роберто (70) — аргентинский футболист, четырёхкратный чемпион страны в составе «Сан-Лоренсо де Альмагро», участник чемпионата мира (1974)[193].
- Хибберт, Тони (96) — британский армейский офицер, кавалер Военного Креста и Ордена Британской империи[194].

## 11 октября
- Вилимайте, Бите (71) — советская и литовская писательница, лауреат Национальной премии в области культуры и искусства (2003); инсульт[195].
- Гауф, Дональд (87) — канадский хоккеист, чемпион зимних Олимпийских игр в Осло (1952)[196].
- Санфинш, Морреу (92) — португальский футболист, выступавший за клуб «Порту»[197].
- Кобела, Молапо (81) — государственный деятель Лесото, министр иностранных дел (1993—1994, 1994—1995)[198].
- Коэн-Минц, Танхум (75) — израильский баскетболист, игрок «Маккаби» и сборной страны, девятикратный чемпион Израиля, чемпион Азии (1966)[199].
- Кузнецова, Елена (Алёна) Юрьевна (37) — российская актриса театра и кино[200].
- Симеоне, Кармело (81) — аргентинский футболист, игрок «Велес Сарсфилд», «Бока Хуниорс» и национальной сборной, трёхкратный чемпион Аргентины, чемпион Южной Америки (1959), участник чемпионата мира (1966)[201].
- Черкуэтти, Анита (83) — итальянская оперная певица (сопрано)[202].

## 10 октября
- Аникеев, Игорь Алексеевич (53) — российский рок-музыкант, клавишник группы «Сектор Газа»[203] Архивная копия от 14 октября 2014 на Wayback Machine.
- Дадонов, Алексей Леонидович (34)[значимость?] — российский актёр театра и кино, артист Московского драматического театра им. А. С. Пушкина, номинант на премию «Дебют» (2001)[204].
- Карпов, Валерий Евгеньевич (43) — советский и российский хоккеист («Трактор» Челябинск, «Металлург» Магнитогорск), чемпион мира (1993), серебряный призёр чемпионата мира (2002); последствия травмы[205].
- Ландовски, Павел (78) — чешский актёр («Невыносимая лёгкость бытия») и драматург, диссидент[206].
- Лиед, Финн (98) — норвежский военный и государственный деятель, учёный, Командор Ордена Святого Олафа и Рыцарь-Командор Королевского Викторианского ордена[207].
- Михайлов, Георгий Николаевич (70) — советский и российский коллекционер и диссидент, основатель и распорядитель Фонда свободного русского современного искусства[208].
- Ягудаев, Анатолий Михайлович (79) — советский и российский дагестанский скульптор, заслуженный художник Российской Федерации (2002)[209].

## 9 октября
- Бузанчич, Борис (85) — югославский и хорватский актёр и политик, мэр Загреба (1990—1993)[210].
- Буриан, Вацлав[чеш.] (55) — чешский поэт, переводчик, литературный критик[211].
- Горлачёв, Савва Андреевич (23)[значимость?] — российский актёр, солист Государственного драматического Театра на Литейном (с 2009 года); ДТП[212].
- Ерюхин, Игорь Александрович (77) — советский и российский военный хирург и педагог, начальник кафедры военной-полевой хирургии Военно-медицинской академии им. С. М. Кирова (1985—1996), член-корреспондент РАМН (2000), заслуженный деятель науки Российской Федерации (1992), лауреат премии Правительства Российской Федерации 2002 года в области науки и техники[213].
- Кизер, Кэролин (89) — американский поэт, лауреат Пулитцеровской премии (1985)[214].
- Коэл, Мэтт (79) — американский неонацист, лидер Национал-социалистической партии белых людей (с 1967 года), лидер Всемирного союза национал-социалистов[215].
- Спрулл, Роберт (96) — американский физик и деятель образования, директор Агентства по перспективным оборонным научно-исследовательским разработкам США (1963—1965), президент Рочестерского университета (1970—1984)[216].
- Тод, Коннелл (103) — новозеландский военный деятель и яхтсмен, Офицер Ордена Британской империи[217].
- Хукс, Джен (57) — американская актриса[218].
- Шейн, Рита (78) — американская оперная певица (колоратурное сопрано)[219].
- Шимук, Валерий Витальевич (76) — советский и российский спортсмен, тренер и спортивный функционер, заслуженный тренер СССР по велоспорту, главный тренер сборной Советского Союза, начальник управления зимних видов спорта Госкомспорта РСФСР, Олимпийского комитета России[220].

## 8 октября
- Антонова, Александра Андреевна (82) — советская и российская саамская писательница, поэт, преподаватель, переводчик, исследователь фольклора, автор алфавита для кильдинского саамского языка[221].
- Бородакий, Юрий Владимирович (55) — советский и российский учёный в области информационных технологий, генеральный директор ОАО «Концерн „Системпром“» (с 1991 года), заслуженный деятель науки Российской Федерации (2007), академик РАН[222].
- Кальве, Жан Франсуа[фр.] (89) — французский актёр театра и кино[223].
- Мак-Коннелл, Гарден Мерсден[англ.] (87) — американский физикохимик, член Национальной академии наук США (1965), лауреат премии Вольфа (1984) и Национальной научной медали США (1989)[224].
- Осадчук, Пётр Илькович (76) — советский и украинский поэт, переводчик и литературный критик[225].
- Парс, Хейно Яакович (88) — советский и эстонский режиссёр, оператор и сценарист анимационного кино, заслуженный деятель искусств Эстонской ССР (1975)[226].
- Снайдер, Зилфа (87) — американская детская писательница[227].
- Тихоненко, Томас Иосифович (87) — советский и российский вирусолог, член-корреспондент ВАСХНИЛ и РАСХН (1985), лауреат премии Совета Министров СССР (1982)[228].

## 7 октября
- Амиров, Иран Амирович (70) — казахстанский политик и общественный деятель, депутат Сената Парламента Республики Казахстан (с 2007 года)[229].
- Бойдо, Федерико (74) — итальянский актёр[230].
- Бокмайер, Вальтер (66) — немецкий актёр, режиссёр и сценарист, участник конкурсной программы 28-го Берлинского международного кинофестиваля («Горящие сердца»), двукратный лауреат Deutscher Filmpreis (1978, 1981)[231][232].
- Вилков, Александр Борисович (59) — советский и российский актёр театра и кино, артист театра «У Никитских ворот» (с 1989 года), заслуженный артист Российской Федерации (2004)[233].
- Гольдман, Ральф (100) — американский еврейский общественный деятель, исполнительный директор (CEO) «Джойнта» (1976—1985, 1986—1988)[234].
- Киладзе, Ника (25) — грузинский футболист[235].
- Ленц, Зигфрид (88) — немецкий писатель, новеллист, драматург[236].
- Мочалов, Юрий Владимирович (65) — советский актёр театра и кино[237].
- Нандо, Орфей (82) — итальянский актёр цирка и кино («Амаркорд»)[238].
- Пимеенок, Валентина Михайловна (91) — советская и российская актриса, солистка Свердловского государственного академического театра музыкальной комедии, заслуженная артистка РСФСР (1968)[239].
- Рябенький, Василий Иванович (55) — советский и украинский театральный деятель, генеральный директор Донецкого национального академического театра оперы и балета имени А. Б. Соловьяненко, заслуженный деятель искусств Украины[240].

## 6 октября
- Бочкарёв, Радий Маркович (81) — советский и российский театральный актёр, артист и заведующий постановочной частью Малого драматического театра Санкт-Петербурга [www.kino-teatr.ru/teatr/acter/m/sov/283345/bio/].
- Бугекер, Феридун (81) — турецкий футболист, участник чемпионата мира по футболу 1954 года[241].
- Миторай, Игорь (70) — польский скульптор[242].
- Муравский, Павел Иванович (100) — советский и украинский хоровой дирижёр и педагог, народный артист Украинской ССР (1960), Герой Украины (2009)[243].
- Потыльчак, Михаил Александрович (42) — российский футболист, нападающий («Торпедо» (Волжский), «Ротор», «Тюмень»); самоубийство[244].
- Селдес, Мэриэн (86) — американская актриса театра, кино, телевидения и радио, лауреат премии «Тони» за лучшую женскую роль второго плана в пьесе (1967), введена в американский Зал театральной славы (1996)[245].
- Терханов, Сергей Яковлевич (60) — советский и российский композитор, музыковед-теоретик[246].

## 5 октября
- Газиев, Шавкат Таирович (70) — советский актёр театра и кино («Двойной обгон»)[247].
- Герарди, Анна-Мария (74) — итальянская актриса («Двадцатый век», «Ускользающая красота»)[248].
- Закарлюка, Сергей Владимирович (38) — украинский футболист, полузащитник, выступавший за сборную Украины; ДТП[249].
- Любимов, Юрий Петрович (97) — советский и российский театральный режиссёр, актёр и педагог, художественный руководитель Театра на Таганке (1964—1984, 1989—2011), народный артист Российской Федерации (1992)[250].
- Пшибыльская, Анна (35) — польская актриса; рак[251].
- Хагстрём, Йёте (96) — шведский легкоатлет, бронзовый призёр летних Олимпийских игр в Лондоне (1948) в беге с препятствиями на 3000 метров[252].
- Холдер, Джеффри (84) — тринидадский актёр, танцор, певец и художник, двукратный лауреат премии «Тони» (1975)[253].
- Чавчавадзе, Давид Павлович (90) — грузинский князь, американский публицист[254].
- Чезарис, Андреа де (55) — итальянский спортсмен-гонщик, участник чемпионата мира по автогонкам в классе «Формула-1»; ДТП[255].
- Чехлотенко, Николай Ильич (86) — советский работник сельского хозяйства, Герой Социалистического Труда.

## 4 октября
- Дегтярюк-Меркулов, Игорь Иванович (62) — советский и российский гитарист, получивший в 1970-х годах неофициальный титул «Московский Джими Хендрикс»[256].
- Дювалье, Жан-Клод (63) — гаитянский государственный деятель, президент Гаити (1971—1986); сердечный приступ[257].
- Карвана, Угу (77) — бразильский актёр («Воздушные замки», «Берег мечты», «Лабиринт Бразилии»)[258].
- Калитеевский, Ростислав Евгениевич (90) — доктор технических наук, профессор, заслуженный деятель науки РФ, академик РАЕН, член-корреспондент Международной академии наук высшей школы[259].
- Ллойд, Джон Дж. (92) — американский художник кино («Нечто», «Большой переполох в маленьком Китае»)[260].
- Менезиш, Родригу (40) — португальский киноактёр и певец[261].
- Михайленко, Борис Григорьевич (70) — советский и российский математик, академик РАН[262].
- Joan Molina[исп.] (73) — испанский актёр кино и телевидения[263].
- Ревир, Пол (76) — американский певец и автор песен, основатель и руководитель рок-группы Paul Revere & the Raiders[264].
- Серменьо, Рауль (76) — мексиканский актёр и театральный деятель[265][266].
- Черенков, Фёдор Фёдорович (55) — советский и российский футболист, полузащитник; рекордсмен по количеству игр за «Спартак»; опухоль мозга[267].
- Шиджа, Вильям (67) — танзанийский политик, Генеральный секретарь Парламентской ассоциации Содружества (с 2007 года)[268].

## 3 октября
- Албогачиева, Лейла Султановна (46) — российская альпинистка (тело найдено в этот день)[269].
- Алленби, Майкл (83) — британский аристократ и политик, 3-й виконт Алленби (1984—2014), вице-спикер Палаты лордов (1993—1999)[270].
- Богдановский, Фёдор Фёдорович (84) — советский тяжёлоатлет, чемпион летних Олимпийских игр в Мельбурне в полусреднем весе (1956), многократный рекордсмен мира[271].
- Кийко, Григорий (64) — белорусский художник, бывший политзаключённый[272].
- Кондратьев, Артур Фёдорович (79) — советский и российский художник[273].
- Марсель, Жан-Жак (83) — французский футболист, полузащитник[274].
- Пирютко, Юрий Минаевич (68) — советский и российский историк-краевед Санкт-Петербурга и Ленинградской области, начальник отдела мемориальной скульптуры Государственного музея городской скульптуры.
- Рейслинк, Вард (85) — бельгийский писатель[275].
- Топчиян, Марлен Еновкович (80) — советский и российский учёный-механик, доктор физико-математических наук, профессор, специалист в области детонации[276].

## 2 октября
- Альтшулер, Александр Борисович (76) — русский поэт[277].
- Бюффьер, Андре (91) — французский баскетболист, серебряный призёр летних Олимпийских игр в Лондоне (1948)[278].
- Верешков, Григорий Моисеевич (67) — советский и российский физик и педагог, профессор физического факультета Южного федерального университета[279].
- Голдберг, Майкл (55) — американский сценарист («Снежные псы»)[280].
- Гусейнов, Ибрагим Абдулкеримович (79) — советский и российский дагестанский писатель, поэт, прозаик, драматург, публицист[281].
- Кучарски, Эдуардо (89) — испанский баскетболист, пятикратный обладатель Кубка Испании (1942, 1944, 1947, 1948, 1950), чемпион Средиземноморских игр (1955) в составе сборной Испании по баскетболу[282].
- Лазар, Дьёрдь (90) — венгерский государственный деятель, председатель Совета министров Венгерской Народной Республики (1975—1987)[283].
- Лэнг, Вон (86) — генерал-лейтенант армии США, участник Вьетнамской войны, кавалер Ордена «Легион почёта»[284].
- Намитоков, Кемаль Кадырович (91) — советский и украинский учёный, специалист в области электрофизики, электротехнологии, разработки электрических аппаратов и источников света, основатель научных школ по электрическим аппаратам и светотехнике[285].
- Пенья, Педро (84) — испанский актёр («Дежурная аптека»)[286].
- Скоропись, Владимир Георгиевич (73) — советский и киргизский актёр театра и кино, артист Государственного академического русского театра драмы Кыргызской Республики, народный артист Кыргызстана (1994)[287].

## 1 октября
- Де Пол, Линдсей (64) — британская певица, представлявшая страну на «Евровидении» (1977)[288].
- Дмитренко, Виталий Николаевич (63) — советский футболист, нападающий клуба «Кривбасс» (1976—1988)[289].
- Заворотнюк, Юрий Андреевич (69) — советский и российский режиссёр-постановщик и педагог, лауреат Всероссийского фестиваля документальных спортивных фильмов (1976), член Академии российского телевидения (с 2007 года), отец актрисы Анастасии Заворотнюк[290].
- Ковальчук, Леонид Акимович (67) — советский и украинский хирург и педагог, доктор медицинских наук (1988), профессор (1991), ректор Тернопольского государственного медицинского университета им. И. Я. Горбачевского (с 1997 года), член-корреспондент АМНУ (2003), заслуженный деятель науки и техники Украины (1996) .
- Лахат, Шломо (86) — израильский военный и политический деятель, мэр Тель-Авива (1974—1993)[291].
- Лебедев, Иван Данилович (98) — советский военный, полковник; участник Великой Отечественной войны, Герой Советского Союза (1943), участник Парада Победы 1945 года[292].
- Ходжсон, Морис (94) — британский бизнесмен, президент Imperial Chemical Industries (1978—1982)[293].